# Hugo Rama
Hugo José Rama Calviño, noto semplicemente come Hugo Rama (Oroso, 22 novembre 1996), è un calciatore spagnolo, centrocampista svincolato.

## Carriera
Prodotto del settore giovanile del Deportivo La Coruña, gioca per due stagioni dal 2015 al 2017 in quarta divisione con la seconda squadra prima di passare a titolo definitivo al Cerceda. Dopo una stagione da protagonista con 36 presenze in Segunda División B viene acquistato dal Lugo che lo presta per una stagione al Mirandés.
Autore di 39 presenze e 7 reti, nel 2019 viene confermato in prima squadra dal Lugo ed il 15 gennaio 2020 debutta fra i professionisti in occasione del match di Segunda División perso 1-0 contro il Rayo Vallecano.

## Statistiche

### Presenze e reti nei club
Statistiche aggiornate al 7 settembre 2023.
| Stagione        | Squadra         | Campionato      | Campionato | Campionato | Coppe nazionali | Coppe nazionali | Coppe nazionali | Coppe continentali | Coppe continentali | Coppe continentali | Altre coppe | Altre coppe | Altre coppe | Totale | Totale |
| Stagione        | Squadra         | Comp            | Pres       | Reti       | Comp            | Pres            | Reti            | Comp               | Pres               | Reti               | Comp        | Pres        | Reti        | Pres   | Reti   |
| --------------- | --------------- | --------------- | ---------- | ---------- | --------------- | --------------- | --------------- | ------------------ | ------------------ | ------------------ | ----------- | ----------- | ----------- | ------ | ------ |
| 2015-2016       | Deportivo B     | TD              | 19         | 2          |                 | -               | -               |                    | -                  | -                  |             | -           | -           | 19     | 2      |
| 2016-2017       | Deportivo B     | TD              | 8          | 2          |                 | -               | -               |                    | -                  | -                  |             | -           | -           | 8      | 2      |
| 2017-2018       | Cerceda         | SDB             | 36         | 0          | CR              | 0               | 0               |                    | -                  | -                  |             | -           | -           | 36     | 0      |
| 2018-2019       | Mirandés        | SDB             | 39         | 7          | CR              | 1               | 0               |                    | -                  | -                  |             | -           | -           | 40     | 7      |
| 2019-2020       | Lugo            | SD              | 13         | 0          | CR              | 0               | 0               |                    | -                  | -                  |             | -           | -           | 13     | 0      |
| 2020-2021       | Lugo            | SD              | 36         | 4          | CR              | 2               | 0               |                    | -                  | -                  |             | -           | -           | 38     | 4      |
| 2021-2022       | Lugo            | SD              | 29         | 1          | CR              | 2               | 0               |                    | -                  | -                  |             | -           | -           | 31     | 1      |
| 2022-2023       | Real Oviedo     | SD              | 34         | 0          | CR              | 3               | 0               |                    | -                  | -                  |             | -           | -           | 37     | 0      |
| Totale carriera | Totale carriera | Totale carriera | 214        | 16         |                 | 8               | 0               |                    | -                  | -                  |             | -           | -           | 222    | 16     |

## Palmarès

### Club

#### Competizioni nazionali
- Primera Federación: 1

Deportivo La Coruña: 2023-2024 (gruppo 1)